# Huisburen
Huisburen is een afgegraven wierde bij Ten Post, waar zich waarschijnlijk nog in de late middeleeuwen een nederzetting bevond. Het gaf zijn naam aan de zijleed van Huisburen oftewel Oldenhuis binnen het Slochterzijlvest.